# ويليام هنري إيلدر
ويليام هنري إيلدر (بالإنجليزية: William Henry Elder)‏ هو قسيس أمريكي، ولد في 22 مارس 1819 في بالتيمور في الولايات المتحدة، وتوفي في 31 أكتوبر 1904 في سينسيناتي في الولايات المتحدة بسبب إنفلونزا.